# Брюс Палмер
Брюс Палмер (англ. Bruce Palmer Jr.; нар. 13 квітня 1913, Остін — пом. 10 жовтня 2000, Ферфакс) — американський воєначальник, генерал армії США (1968), ТВО начальника штабу армії (1972), 12-й заступник начальника штабу армії (1968—1973). Учасник Другої світової і В'єтнамської війн.

## Біографія
Військова кар'єра
- 1936 — другий лейтенант
- липень 1939 — перший лейтенант (ROTC)
- жовтень 1940 — капітан (тимчасове звання)
- лютий 1942 — майор (тимчасове звання)
- лютий 1943 — підполковник (тимчасове звання)
- січень 1945 — полковник (тимчасове звання)
- червень 1946 — капітан
- липень 1948 — майор
- липень 1953 — підполковник
- серпень 1959 — бригадний генерал (тимчасове звання)
- червень 1961 — полковник
- травень 1962 — генерал-майор (тимчасове звання)
- лютий 1963 — бригадний генерал
- липень 1964 — генерал-лейтенант (тимчасове звання)
- серпень 1968 — генерал

Брюс Палмер-молодший народився 13 квітня 1913 року в Остіні, штат Техас. Його батько Брюс Палмер-старший був бригадним генералом американської армії, а дідусь по батькові Джордж Генрі Палмер отримав медаль Пошани за роки Громадянської війни в США.

### Військова кар'єра
Палмер закінчив Військову академію Сполучених Штатів у 1936 році, отримав звання другого лейтенанта і служив у 8-му кавалерійському полку у Форт Блісс, Техас. З червня по вересень 1939 року Палмер служив полковим ад'ютантом.
У 1940 році Палмер закінчив Кавалерійську школу у Форт Райлі, штат Канзас; був командиром роти і ескадрону 6-го кавалерійського (механізованого) полку у 1940—1942 роках.
У 1942—1943 роках продовжував службу в оперативному відділі Департаменту Військового міністерства. Згодом призначений начальником штабу 6-ї піхотної дивізії, що брала участь в кампанії у південно-західній частині Тихого океану у роки Другої світової війни.
У 1945—1946 роках, у ході корейської окупації, Брюс Палмер командував 63-м піхотним полком; був начальником відділу оперативного планування операцій 1-ї армії, 1947—1949; був інструктором з тактики, а потім директором навчання в Піхотній школі, Форт Беннінг; паралельно пройшов базовий курс повітрянодесантної підготовки. 1952 році закінчив Воєнний коледж армії США.
Палмер був секретарем генерального штабу та начальником відділу планування армії США в Європі, 1952—1954. У 1954—1955 роках командував 16-м піхотним полком, потім служив на факультеті Воєнного коледжу армії, 1955—1957; і був заступником секретаря Генерального штабу та офіцером зв'язку з Білим домом у Офісі начальника Об'єднаного штабу, 1957—1959.
У 1959—1961 роках — заступник коменданта Воєнного коледжу армії. Згодом заступник командира 82-ї повітрянодесантної дивізії у Форт-Брегг. Пізніше став начальником штабу 8-ї армії США в Кореї.
У 1965—1967 роках Палмер був командиром XVIII повітрянодесантного корпусу і водночас командувачем 120-ї оперативної групи сухопутного угруповання ЗС США під час операції «Силовий вузол», інтервенції США в Домініканській Республіці. У травні 1965 — січні 1966 року очолював зведення угруповання американських військ у Домініканській Республіці та був заступником командувача Міжамериканськими миротворчими силами в операції.
1967—1968 роках Палмер був командувачем 2-го польового корпусу у В'єтнамі та заступником командувача армією США у В'єтнамі, 1967—1968. З 1 серпня 1968 до 30 червня 1972 року служив заступником начальника штабу армії США; з 1 липня по 11 жовтня 1972 р. виконував обов'язки начальника штабу армії. Забезпечував управлінську спадкоємність у верхівці армії під час міжцарів'я Вестморленд-Абрамс, наглядав за продовженням виведення формувань американської армії із В'єтнаму та пов'язаними з цим загальноармійськими перебудовами, а також готував серйозні зміни в організаційній структурі армії.
Після цього очолив Ударне командування ЗС США, 1973—1974; і звільнився з армії у вересні 1974 року, випадково в день смерті його близького соратника генерала Крейтона В. Абрамса.